# Волфганг фон Хофкирхен
Волфганг фон Хофкирхен (на немски: Wolfgang von Hofkirchen; * 1 септември 1555, Колмиц при Рабс ан дер Тайя; † 15 юни 1611, Прага, Бохемско кралство) е австрийски благородник, фрайхер на Хофкирхен, господар на Колмюнц и Дресидел (Дрьозидл), протестантски племенен политик и щатхалтер на Долна Австрия.

## Произход
Той е най-големият син на австрийския фелдмаршал фрайхер Волфганг фон Хофкирхен (* ок. 1529; † 1584) и Ева Пьогл (Бегл) († пр. 1591), фрайин фон Райфенщайн.
Волфганг следва от 1574 г. в Падуа, 1579 г. в Болоня и Сиена. На 17 май 1593 г. Рудолф II го назначава за долно-австрийски управленски съветник. От 1603 до 1608 г. той е представител на протестантското съсловие. От 1604 до 1605 г. той е затворен. След като се разбира с ерцхерцог Матиас през 1609 г. Волфганг получава отново всичките си свободи и служби.
Волфганг фон Хофкирхен умира на 11 юли 1611 г. в Прага и е погребан във фамилната гробница в църквата „Св. Якобус“ в Айген.

## Фамилия
Волфганг фон Хофкирхен се жени 1582 г. за графиня Анна Доротея фон Йотинген-Йотинген (* 18/28 май 1563, Мансфелд; † сл. 1614), дъщеря на граф Лудвиг XVI фон Йотинген-Йотинген (1508 – 1569) и втората му съпруга Сузана фон Мансфелд-Хинтерорт († 1565), дъщеря на граф Албрехт VII фон Мансфелд († 1560) и графиня Анна фон Хонщайн-Клетенберг († 1559). Те имат дванадесет деца, повечето от които умират като деца:
- Ханс Лудвиг († сл. 1619), следва от 1600 г. в Тюбинген
- Албрехт († 1633), следва от 1600 г. в Тюбинген, императорски обрист-лейтенант, екзекутиран от Валенщайн
- Ева (* ок. 1583; † сл. 1603)
- Сузана (* ок. 1585; † сл. 1603)
- Лоренц IV (* ок. 1606; † началото на 1656), генерал-майор на Курфюрство Саксония. Получава 1632 г. от Густав II Адолф графството Йотинген-Валерщайн и се бие през 1632 г. на шведска страна, женен на 8 декември 1633 г. за Агата фон Йотинген-Йотинген (1610 – 1680).[3]

## Произведения
- Wolfgang von Hofkirchen: Relation des Freyherrn von Hofkirch an die H. Verordneten unter der Enns, übergeben den 24. November 1603. In: Franz Kurz: Geschichte des Kriegsvolkes, welches der Kaiser Rudolph II. im Jahre 1610 zu Passau anwerben ließ, Bd. I (Beyträge zur Geschichte des Landes Österreich ob der Enns 4). Cajetan Haslinger, Linz 1809, S. 274 – 345 (Google-Books)